# Ventosa (La Rioja)
Ventosa es un municipio de la comunidad autónoma de La Rioja (España).

## Historia

### Primeras Referencias Documentales
Las menciones documentales más antiguas las encontramos en un documento del libro Gótico del Cartulario de San Juan de la Peña, por la cual en el año 989 el rey Sancho Garcés II Abarca y la reina Urraca, del reino de Pamplona-Nájera, donan unos viñedos de Nájera y Ventosa a dicho monasterio. Otras menciones a la villa (viene ya con este título en la documentación) las encontramos en el libro del Becerro Galicano de San Millán de la Cogolla, de principios del siglo XI.
Asimismo, diferentes donaciones reales del siglo XI aluden a Troseca, un desaparecido barrio de Ventosa que estaría situado entre las villas de Santa Coloma, Ventosa y Manjarrés.  Troseca fue donado por el rey García III el de Nájera en 1046 a su esposa Estefanía, y el mismo año de la muerte del monarca (1054), la reina viuda lo incorporó al monasterio de Santa María la Real de Nájera.
También es mencionada Ventosa en los fueros de Nájera (1076) y Logroño (1095), ambos otorgados por Alfonso VI de León.

### Acontecimientos Históricos Relevantes
Enclavada dentro del Camino de Santiago, la existencia de un hospital de peregrinos, que dataría de 1162, y la advocación de su iglesia parroquial a San Saturnino es muestra de la influencia jacobea en su devenir histórico, que se ha mantenido hasta la actualidad.
El 3 de abril de 1367, este municipio fue parte del campo de batalla de la conocida batalla de Nájera.

### Organización Administrativa
El asesinato de Sancho Garcés IV de Pamplona (1076), derivó en la anexión de La Rioja al reino de Castilla.  Sin embargo, las disputas entre Castellanos y Navarros por esta zona no cesarían totalmente hasta el siglo XV, con la unión de las coronas de Aragón y de Castilla bajo los reyes Católicos.
En siglo XVIII, Ventosa figura en el Diccionario de la España dividida en provincias como pueblo de realengo con alcalde ordinario.
Con la división de España en intendencias llevada a cabo en el siglo XVIII, formó parte de la intendencia de Burgos, hasta la constitución de la provincia de Logroño en 1822 y en 1833.
Perteneció al partido judicial de Santo Domingo de la Calzada, hasta la división de la provincia de Logroño en nueve partidos judiciales (Real Decreto de 21 de abril de 1834) donde pasó a formar parte del partido de Nájera. La Ley Orgánica del Poder Judicial 38/1988, divide La Rioja en tres partidos judiciales, pasando Ventosa a formar parte del de Logroño.
En la actualidad participa en la Mancomunidad de los Pueblos del Moncalvillo, mediante la cual se gestionan algunas actividades y servicios municipales de la zona.

### Sus pobladores
Prudencio de Sandoval, en su Historia del monasterio de San Millán, describe que uno de los tributos que le debían al rey García el de Nájera (siglo XI) los vecinos de Ventosa consistía en llevar madera para la construcción de los Palacios Reales de Nájera.
Ventosa figura en el censo de la población de la Corona de Castilla del siglo XVI, dentro del artículo de Nájera, y con 50 vecinos -lo que supone, aproximadamente, 250 habitantes-.
Posteriormente, a mediados del siglo XVIII, se elaboró el conocido como Catastro de Ensenada.  Ventosa aparece en este minucioso documento contando con un total de 109 vecinos -en este censo incluían las viudas, pero dos viudas sumaban un vecino-.  Entre las diferentes actividades y oficios de los vecinos, se resalta el trato, comercio y tráfico de algunos de ellos, citándose textualmente "salen a las costas de Cantabria, tierras de la Gureva, Aragón y otros parajes, a comprar y vender vino, vinagre y otros géneros".
En 1790 Ventosa fue uno de los municipios fundadores de la Real Sociedad Económica de La Rioja, la cual era una de las sociedades de amigos del país creadas en el siglo XVIII conforme a los ideales de la ilustración.

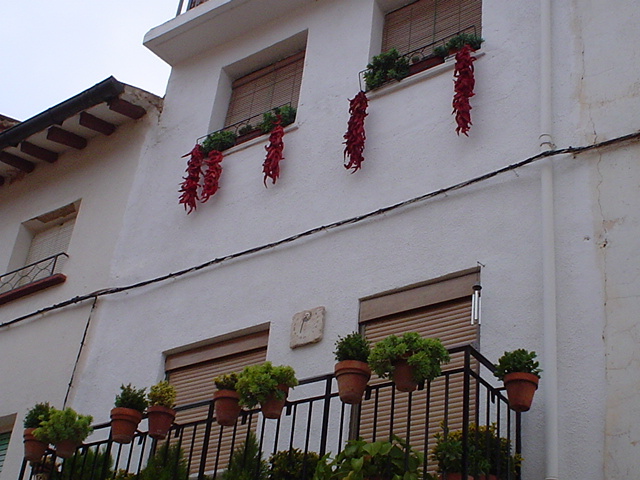
Casa en Ventosa.

La destacada actividad comercial que desempeñaron muchos de sus habitantes, hasta bien entrado el siglo XX, es el origen de otro gentilicio común por el que son conocidos: lechoneros.  Aunque actualmente muy pocas familias se dedican a ello, en tiempos recientes muchas de las familias eran tratantes de ganado porcino, iban en carros (denominados tartanas) tirados por caballos o mulas y cubiertos por una lona, para adquirir lechoncitos recién nacidos a zonas de Cameros o Burgos, que poco tiempo más tarde eran vendidos en diversas ferias de La Rioja.
El Diccionario Geográfico publicado en Barcelona en 1830 registró para Ventosa 127 vecinos, 634 almas; y el censo para la formación de la provincia de Logroño (1840) recuenta 166 vecinos, 764 almas.
Durante el siglo XX su población se redujo paulatinamente, acentuándose esta tendencia en su segunda mitad, como puede deducirse de las estadísticas registradas por el INE; este fenómeno fue principalmente debido a la migración de sus habitantes a las ciudades producida por el auge del sector industrial en el país.
Sin embargo, con el siglo XXI, la carestía de la vivienda en los grandes núcleos urbanos, mejora de las comunicaciones terrestres, medios de automoción y proximidad a núcleos industriales (como Logroño, Nájera, Fuenmayor y Navarrete) son factores que parecen favorecer el asentamiento de nuevos vecinos.

## Geografía humana

### Demografía
Cuenta con una población de 189 habitantes (INE 2024).
| Gráfica de evolución demográfica de Ventosa entre 1842 y 2021                                                         |
| |
| Población de derecho según los censos de población del INE. Población de hecho según los censos de población del INE. |

## Geografía

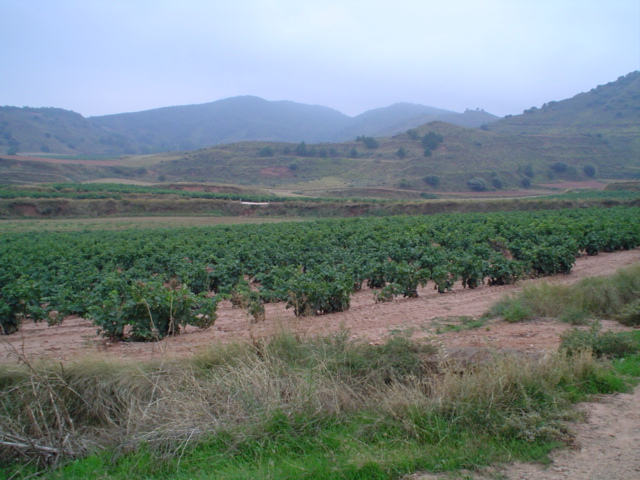
Paisaje de Ventosa.

La situación geográfica de Ventosa, enclavada en las estribaciones septentrionales de la sierra de Moncalvillo, le proporciona una orografía ondulada, con abundantes cerros y collados.  Emplazada entre las cuencas del Najerilla y el Iregua, su clima, orografía y vegetación reflejan las particularidades de la zona de transición Sierra-Valle en que se encuentra.
Su clima es de tipo mediterráneo continentalizado.  Su precipitación media anual es de unos 500 mm., y su temperatura media anual es de 11°C.
Su superficie agrícola total es de 783 ha, desglosándose esta cifra en 404 ha de tierras labradas, 156 ha de especies arbóreas forestales, 69 ha de pastos permanentes y 153 ha en otras tierras no forestales.  En consecuencia, su superficie agrícola utilizada total es de 473 ha.
La superficie no labrada presenta una vegetación dominada por monte bajo, chaparros y carrascas.
Su término municipal limita con Sotés al este; Huércanos, Alesón y Manjarrés al oeste y con Santa Coloma al sur.

## Administración
| Periodo   | Nombre                     | Partido |
| --------- | -------------------------- | ------- |
| 1979-1983 | José Antonio Velasco Ochoa | PSOE    |
| 1983-1987 | José Antonio Velasco Ochoa | PSOE    |
| 1987-1991 | José Antonio Velasco Ochoa | PSOE    |
| 1991-1995 | José Antonio Velasco Ochoa | PSOE    |
| 1995-1999 | José Antonio Velasco Ochoa | PSOE    |
| 1999-2003 | Ricardo Velasco García     | PSOE    |
| 2003-2007 | Ricardo Velasco García     | PSOE    |
| 2007-2011 | Ricardo Velasco García     | PSOE    |
| 2011-2015 | Ricardo Velasco García     | PSOE    |
| 2015-2019 | Ricardo Velasco García     | PSOE    |
| 2019-2023 | Ricardo Velasco García     | PSOE    |

### Evolución de la deuda viva
El concepto de deuda viva contempla solo las deudas con cajas y bancos relativas a créditos financieros, valores de renta fija y préstamos o créditos transferidos a terceros, excluyéndose, por tanto, la deuda comercial.
| Gráfica de evolución de la deuda viva del ayuntamiento entre 2008 y 2014                             |
| |
| Deuda viva del ayuntamiento en miles de Euros según datos del Ministerio de Hacienda y Ad. Públicas. |

La deuda viva municipal por habitante en 2014 ascendía a 0 €.

## Comunicaciones
La localidad de Ventosa se encuentra a 1 km de la carretera nacional 120 (N-120 / A-12), que une Logroño con Burgos y discurre paralela al Camino de Santiago por La Rioja.  Mediante esta carretera, está unida por autovía (A-12) a Logroño (a 17 km en sentido este) y a otras importantes poblaciones como Santo Domingo de la Calzada (sentido oeste), Nájera (a 10 km en sentido oeste) y Navarrete (a 7 km en sentido este).
En Navarrete puede accederse a la autopista AP-68, que conecta Bilbao y Zaragoza.
La carretera comarcal LR-341 une la localidad de Ventosa con la carretera nacional N-120 (a 1 km en sentido norte) y con otras poblaciones de la vertiente noroeste de la sierra del Moncalvillo, como son Sotés (a 2 km), Daroca de Rioja, Hornos de Moncalvillo, Medrano, Sojuela y Sorzano, hasta alcanzar la carretera nacional N-111 que une Logroño con Soria.
El paso del Camino Francés de la ruta jacobea por sus tierras, y sobre el antiguo vial romano que unía Caesaraugusta y Asturica pasando por la localidad próxima de Tritium Magallum, ha propiciado un importante tránsito de personas de diversos lugares y culturas desde hace siglos y que, indudablemente, ha influido en la localidad y sus habitantes.

## Economía

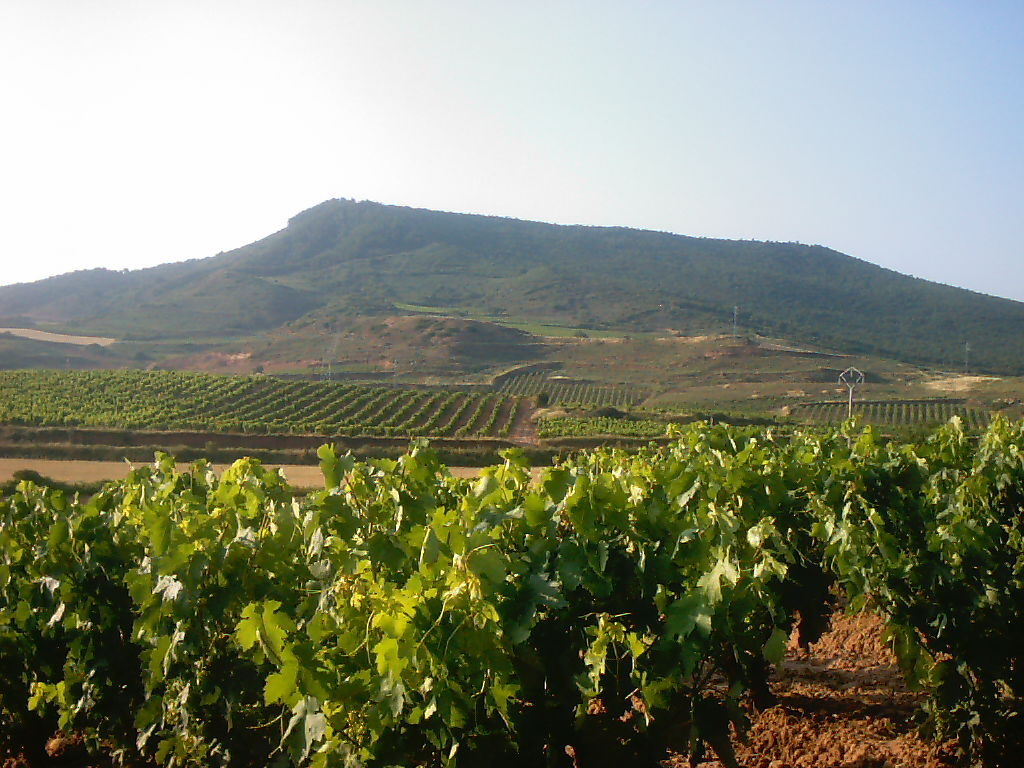
Viñedos en Ventosa.

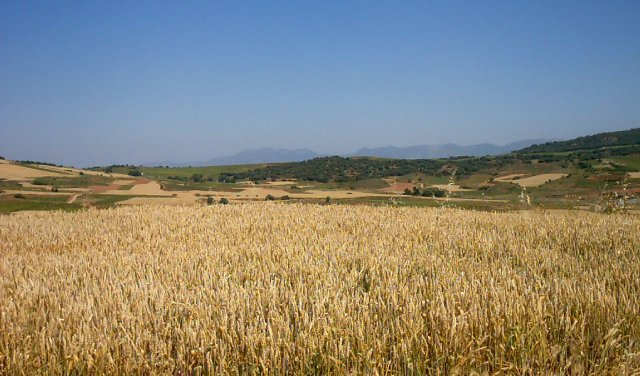
Campos de cereal en Ventosa.

Su principal sector de actividad económica reside en la agricultura, siendo el cereal y viñedo los cultivos mayoritarios.  El censo agrario de 1999 distribuye las 404 ha de tierras labradas de este municipio en 212 ha destinadas a cultivos herbáceos (incluyendo barbechos y huertos familiares), 191 ha destinadas a viñedo y 1 ha restante a frutales.
La actividad ganadera, fue importante durante buena parte de la historia ventosina hasta tiempos recientes, con numerosas familias participando en la cría de ganado porcino y ovino distribuido en pequeños rebaños por lo general, y otras familias dedicadas a su compra-venta como tratantes en otras localidades.  Sin embargo, la migración laboral hacia el sector industrial producida durante el último tercio del siglo XX en España, junto con la obsolescencia de los métodos tradicionales de producción ganadera en comparación con los nuevos métodos intensivos, han relegado al sector ganadero de Ventosa a un segundo plano económico a finales del siglo XX. En este sentido, el censo agrario de 1999 registra para Ventosa 160 unidades ganaderas en bovino, 96 en ovino y 17 en porcino.
Como contrapunto, son varias las microempresas, de carácter básicamente familiar, que han iniciado o evolucionado su actividad en los últimos lustros: transporte de ganado, fabricación de embutidos, producción de miel, construcción, bodegas y hostelería, son algunos ejemplos de actividades económicas existentes.
En este sentido, el paso de numerosos peregrinos del Camino de Santiago y el turismo han impulsado en Ventosa el sector servicios durante los últimos años, con el asentamiento de un albergue para peregrinos (2000) y la apertura de un mesón.

## Lugares de interés

### Edificios y monumentos

#### Iglesia de San Saturnino
Esta edificación se encuentra ubicada en la cima del cerro que concentra el núcleo urbano de la localidad.
Construida en sillería con planta de cruz latina y cabecera rectangular orientada a levante, alberga una única nave. A su pie, adosada a la fachada norte, dispone de una torre de planta cuadrada rematada con una pirámide de ocho facetas, que fue construida en el siglo XVII en fábrica de ladrillo, asentada sobre la base de sillar de otra anterior.
Su retablo mayor está compuesto de banco y dos cuerpos distribuidos en cinco calles, se finalizó a principios del siglo XVII. Fue una obra conjunta del arquitecto Martín de Nalda y del escultor arnedano Antonio de Zárraga, dedicando principalmente el primer cuerpo a San Saturnino y segundo a la Virgen María.

### Otros lugares de interés

#### Mirador de la Iglesia
En los alrededores de la iglesia de San Saturnino, se ha acondicionado una zona verde con césped, arbolado, bancos y juegos para niños. Pero, lo más interesante de este punto elevado de la localidad es la amplia panorámica de la que puede disfrutarse; además de una vista privilegiada de la propia localidad y su paisaje, desde su mirador pueden reconocerse las torres de localidades vecinas como Sotés y Navarrete, y más allá de este, los edificios más altos de Logroño.

#### Barrio de Santa Eulalia oLas Bodegas
Sobre un pequeño montículo adyacente al núcleo urbano, se agrupan varias decenas de bodegas tradicionales de sus habitantes. Están dispuestas circundando la parte más elevada, de modo que aprovechan la zona exterior para acceder y disponer sus merenderos, en tanto que sus calados descienden hacia el interior del montículo (ahuecándolo); la zona interior, más elevada, es aprovechada para tareas de carga de uva para la elaboración de vinos.

#### Hitos del Camino
Tomando el Camino de Santiago, en dirección a Nájera, hasta el Alto de San Antón, pueden encontrarse durante el trayecto múltiples agrupaciones de piedras en forma de columna. Son los llamados hitos del Camino, y cuyo origen está en la acción de los peregrinos que así las van depositando, como símbolo del lastre del que se van desprendiendo en su recorrido.

#### 1 kilómetro del Arte
Pueden visitarse diferentes actuaciones artísticas en el Camino de Santiago. Es una propuesta en la que trabajan reconocidos artistas junto a vecinos de Ventosa y peregrinos que se encuentran realizando el Camino a Santiago y que consiste en desarrollar intervenciones que trasladan el arte al entorno natural. Su objetivo es el de rendir homenaje a estas tierras, testigos mudos del paso del tiempo y que, desde la antigüedad, han sido atravesadas por la Calzada Romana de Italia in Hispanias, por el Camino de Santiago y, posteriormente, por caminos de herradura utilizados por trajinantes y tratantes. http://www.kilometrodelarte.org/

## Fiestas Locales
- 5 de febrero: Santa Águeda.
- 15 de mayo: San Isidro.
- Primer fin de semana de julio: fiestas patronales en honor de la Virgen Blanca.
- Agosto:  Mercado del Trato. En 2019 se celebró la XVII edición el 25 de agosto, con un mercado de antaño, exposiciones y audiovisuales sobre los tratantes y trajineros, representación del trato, y numerosas actividades relacionadas con esta histórica profesión de los ventosinos.
- 29 de noviembre: San Saturnino, patrón de la localidad.

## Deportes
Anualmente, el último sábado de abril se realiza una marcha nocturna a pie de unos 63 km que parte de Logroño hacia el Monasterio de Valvanera, conocida como la Valvanerada. La localidad colabora en su organización repartiendo bebidas isotónicas en el cruce más cercano al trayecto.

## Personas destacadas
- Francisco de Esquivel y Aldana (m. 1685). Rector del Colegio Mayor de San Bartolomé de Salamanca. Catedrático de la Universidad de Salamanca, oidor de la Chancillería de Valladolid y Caballero de la Orden de Calatrava.
- Basilio Antonio García y Velasco (Ventosa 1791 - Hyères, 1844) conocido como "Don Basilio el de Logroño". Fue un militar español.

### Administraciones Públicas
- Ayuntamiento de Ventosa (La Rioja). España Archivado el 22 de julio de 2020 en Wayback Machine.
- Gobierno de La Rioja (España) Archivado el 21 de febrero de 2002 en Wayback Machine.

### Ventosa en el Camino de Santiago
- Una mirada desde El Camino. Ventosa
- Camino Francés (Ventosa)
- 1km de Arte

### Historia de La Rioja
- Vallenajerilla.com La Rioja tierra abierta

### Danzas de Ventosa
- Danza de la Virgen Blanca

- Datos: Q1905613
- Multimedia: Ventosa (La Rioja) / Q1905613